# Okręg wyborczy Eastwood
Okręg wyborczy Eastwood powstał w 1983 r. i wysyłał do brytyjskiej Izby Gmin jednego deputowanego. Okręg położony był w szkockim hrabstwie East Renfrewshire. Został zlikwidowany w 2005 r.

## Deputowani do brytyjskiej Izby Gmin z okręgu Eastwood
- 1983–1997: Allan Stewart, Partia Konserwatywna
- 1997–2005: Jim Murphy, Partia Pracy